# Ступак, Кирилл Сергеевич
Кирилл Сергеевич Ступак (бел. Кірыл Сяргеевіч Ступак; род. 16 марта 1990, Минск) — белорусский шахматист, гроссмейстер (2011).
В составе сборной Белоруссии участник 3-х Олимпиад (2010—2014) и 19-го командного чемпионата Европы (2013).

## Изменения рейтинга
| Графики недоступны из-за технических проблем. См. информацию на Фабрикаторе и на mediawiki.org. |